# Захарук Іван Танасійович
Захарук Іван Танасійович (Псевдо: Галайда, Сергій, Сірий; 1922, с. Пилипи, Коломийський район, Івано-Франківська область — 08.1948, м. Івано-Франківськ) — лицар Бронзового хреста заслуги УПА.

## Життєпис
Член ОУН. Станичний провідник ОУН прис. Завоєли с. Космач Косівського р-ну (1944), керівник кущового проводу ОУН в Яблунівському р-ні (11.1944-09.1945), господарчий референт Кутського районного (1945), референт пропаганди Косівського надрайонного (05.1946-08.1948) проводів ОУН.
18.08.1948 р. захоплений у полон тяжкопораненим опергрупою Яблунівського РВ УМДБ  на прис. Завоєли с. Космач. Помер від ран у Станіславівській в'язниці.

## Нагороди
- Згідно з Наказом Головного військового штабу УПА ч. 2/48 від 2.09.1948 р. референт пропаганди Коломийського окружного проводу ОУН Іван Захарук — «Сергій» нагороджений Бронзовим хрестом заслуги УПА.

## Вшанування пам'яті
- 5.12.2017 р. від імені Координаційної ради з вшанування пам'яті нагороджених Лицарів ОУН і УПА у м. Івано-Франківськ Бронзовий хрестом заслуги УПА (№ 041) переданий Івану Захаруку, племіннику Івана Захарука — «Сергія».